# エドワード・キーン
エドワード・キーン（Edward Keene）は、イギリス出身の国際政治学者。専門は、国際政治思想。
オックスフォード大学卒業後、ロンドン・スクール・オブ・エコノミクス(LSE)で博士号取得。ロンドン大学東洋アフリカ研究学院(SOAS)講師、オックスフォード大学研究員を経て、現在、ジョージア工科大学サム・ナン国際問題研究所助教授。

## 著書

### 単著
- Beyond the Anarchical Society: Grotius, Colonialism and Order in World Politics, (Cambridge University Press, 2002).
- International Political Thought: A Historical Introduction, (Polity Press, 2004).

### 共編著
- The Globalization of Liberalism, co-edited with Eivind Hovden, (Palgrave, 2002).